# Wadebridge
Wadebridge (korn. Ponsrys) – miasto w Wielkiej Brytanii, w Anglii, w hrabstwie Kornwalia. Ośrodek administracyjny dystryktu North Cornwall. Przez miasto przebiega szlak turystyczny Camel Trail.

## Historia
Powstało jako miejsce przeprawy przez rzekę Camel i stąd pochodzi nazwa osady. Miasto było w średniowieczu ośrodkiem handlowym; w roku 1313 przyznano mu prawo do dwóch targów. W roku 1460 wybudowano tu most, znany do dziś jako the bridge on the wool („most na wełnie”), jako że według legendy most zbudowano właśnie na wełnie. Most był ważnym obiektem strategicznym w angielskiej wojnie domowej.